# 衛奕信
蒂利安的衛奕信男爵，KT，GCMG（1935年2月14日—），早年以魏德巍為中文譯名，英國外交官，爱丁堡皇家学会會長，熟知中國事務，於1980年代負責與中方起草《中英聯合聲明》，後來又在中英聯合聯絡小組中擔任首任英方首席代表。1986年12月，時任香港總督尤德爵士突然逝世，英國政府決定以衛奕信接任。
衛奕信出任第27任香港總督期間，香港主權尚有10年時間就要移交中國。在這個過渡期內，中國大陸於1989年發生“六四事件”，中国军队进驻天安門廣場，鎮壓學生運動。六四事件引起香港人的恐慌，對香港前途的信心更加跌至有史以來的最低點；有見及此，衛奕信推出多項政策試圖挽回民心。當中，他在六四事件發生後提出「玫瑰園計劃」，決定興建規模龐大的新機場。然而，新機場的興建，最終成為他被撤換的一大伏筆。
他在任港督期間，曾經被指過度在香港問題上偏袒中方，相較於末代港督彭定康接任後顯露的強硬姿態，兩者形成明顯的對比。衛奕信於1992年7月卸任港督，在離任前不久他獲英廷冊封為終身貴族，成為英國上議院的中立議員，至2021年2月退休。雖已卸任多年，但他仍不時來港，仍舊關注香港事務。

## 生平

### 早年生涯
衛奕信在1935年2月14日出生於蘇格蘭中部克拉克曼南郡的阿洛厄（Alloa），父親名威廉·史堅納（William Skinner Wilson），任職牧師，而母親則名伊尼德（Enid Wilson）。衛奕信早年入讀位於格蘭諾蒙特（Glenalmond）的三一學院，畢業後在1953年加入黑衛士兵團，期間曾被派到英屬圭亞那服役。衛奕信在1955年退役，並憑著獎學金入讀牛津大學基布爾學院，主修歷史，期間曾遊歷索馬利蘭，後於1958年取得文學碩士資格畢業。

### 外交生涯
畢業後，衛奕信曾一度苦惱於加入殖民地部，還是外交部，經過一番考慮後，他選擇了後者。在1958年，衛奕信加入外交部東南亞司，最初原本被派到中東，學習阿拉伯語。可是中途因故，於1959年被改派到老撾永珍的英國使館擔任三等秘書。到1960年，外交部打算安排衛奕信到中東重學阿拉伯語，可是在老撾的經歷，使衛奕信對中國文化感到深厚的興趣，因此極力要求到香港的香港大學学習中文。外交部最初打算讓他到新加坡南洋大學學中文，但得到艾惕思爵士之幫助，衛奕信終於如願以償，於1960年到香港學中文。
自1960年至1962年，衛奕信一直都在香港的香港大學學習汉语普通话，同時還兼任時任香港總督柏立基爵士的政治顧問。期間，他曾寄居於灣仔的一個華人家庭，後來則改與一位來自印度的同學同住一單位。衛奕信在學習中文方面顯露出突出的天份和才華，當時一般外籍人士需要學習三年中文才可考試，但衛奕信學了兩年中文就獲准考試，並且及格通過。學成後，衛奕信在1963年獲派到英國駐北京的代辦處擔任二等秘書，未幾即獲擢升為一等秘書。
在1965年，衛奕信獲調回到英國的外交部，最初專責處理對尼泊爾和韓國的外交事務，後來因“文化大革命”爆發而改為主理對中國的外交事務。期間見證香港的六七暴動，以及北京的火燒英國代辦處事件。

### 辭職深造
調回外交部工作期間，衛奕信發現自己漸漸成為「中國通」，內閣對中國事務有任何問題，往往十分依賴衛奕信的意見。可是，衛奕信卻對此感到慚愧，他曾說自己只不過學了2年中文，以及在北京做過2年事，自覺不能勝任中國事務的專家，於是在1968年向外交部提出三年進修申請。但外交部只答應他離職一年，衛奕信於是在同年3月辭職，離開外交部。
辭職後，適逢《中國季刊》的主編馬若德有意辭職，於是衛奕信與他和其妻子聯絡，接任刊物主編至1974年為止。在擔任主編的同時，衛奕信還在倫敦大學亞非學院進修博士學位，期間還向《季刊》請假一年，專心撰寫論文，經過5年時間，他最終在1973年成功取得現代歷史博士銜。衛奕信之博士論文題目是《英國與國民黨，1924年—1928年》（Britain and the Kuomintang, 1924-28: A Study of the Interaction of Official Policies and Perceptions in Britain and China），他之所以選擇此一論文題目，乃是因他認為自己對這個時期的歷史最為陌生。衛奕信還曾於1972年在美國紐約的哥倫比亞大學擔任訪問學人。

### 重返政府
在柯利達爵士的幫助下，衛奕信於1977年重返英國政府供職。他這種辭職數年，後在職級不降的情況下重回政府，在當時是絕無僅有的。衛奕信最初在柯利達爵士出任主管的內閣辦公室評估部門任職，專責評估遠東和東南亞地區的政局。到1977年的時候，他又應時任港督麥理浩爵士之請，調到香港擔任總督政治顧問。在任職政治顧問期間，衛奕信著手於處理香港與中國大陸，以及東南亞地區的外交事務。當中，在1979年3月的時候，他曾陪同港督麥理浩爵士，以及行政局首席非官守議員簡悅強爵士等人出訪北京，和中国第二代最高领导人鄧小平會面。這是中華人民共和國成立以來，港督第一次與中华人民共和国領導人所舉行的會談，在會談中，由於鄧小平明確表示中國必於1997年收回香港，從而揭開香港前途談判的序幕。
在1981年，衛奕信獲調任為外交部南歐洲司總管，主理英國對南歐一帶，包括土耳其、馬爾他、希臘與西班牙等地的外交事宜，當中不乏處理有關直布羅陀的領土問題。據衛奕信本人憶述，他之所以獲調到一個自己完全感到陌生的部門，是得到時任外交部首席書記官尤德爵士之引薦。尤德爵士為了讓衛奕信增加見識，以及擴闊視野，所以作出這個決定。至於尤德爵士本人則在1982年至1986年出任港督之職。
到1984年的時候，衛奕信再度獲得擢升，接替唐納德爵士，出任外交部亞太區助理次官。在同年4月，時任外相賀維爵士訪華，期間，他在香港前途問題上作出重大讓步，表示英國在1997年後不會再擁有香港的主權，這使中英談判取得很大的突破。未幾，衛奕信在1984年的夏天被派到北京，授權與中方一同起草《中英聯合聲明》，由於中方堅持要在同年10月1日前完成《聯合聲明》的草稿，否則中方就會單方面公佈聲明。結果，衛奕信與中方只用了兩個月的時間就完成《聯合聲明》的草案。
《中英聯合聲明》草案由中方代表周南以及英方代表伊文思爵士，在1984年9月26日於北京人民大會堂簽署；後在同年12月19日，中國總理趙紫陽與英國首相戴卓爾夫人正式簽署《中英聯合聲明》，至此，香港的前途確定下來。根據《中英聯合聲明》及其附件二，中英聯合聯絡小組在1985年5月27日正式成立，小組成員由中、英雙方代表組成。這個小組負責討論《聯合聲明》的落實情況，以及香港在過渡期內的細節安排，而衛奕信就兼任這個小組的首任英方首席代表。
然而，到1986年12月5日，時任香港總督尤德爵士在訪問北京期間突然逝世。由於事出突然，英方一時難以決定繼任人選。經過一番考慮，英方最終認為在中、港事務方面有多年經驗的衛奕信是最佳人選，並決定以他接替尤德。儘管衛奕信認為自己太年輕，以及資歷尚淺，不過最後他還是接受邀請。在1987年4月9日，衛奕信在皇后碼頭登岸，正式出任第27任香港總督。為了配合總督的身份，衛奕信在上任前不久獲加封為爵士；此外，他也是香港歷史上最後一位穿著傳統官服上任的港督。

### 香港總督

#### 八七股災
受到1980年代以來全球經濟發展過熱，過度投機等外在因素的影響，香港在衛奕信上任沒多久，即遇上八七股災。在1987年10月1日，本港股市仍然是一片交投暢旺的景象，當日恆生指數上試3949.73點，其後更創下3950點的歷史高位。可是好景不常，受到紐約股市下跌所拖累，香港股市在1987年10月19日開市後就一直急瀉，恆生指數單日一共下跌420點。港股在這個「黑色星期一」的暴跌，更造成骨牌效應，使全球股市也受波及，造成世界性的股災。
「黑色星期一」發生後，時任港交所主席李福兆得到財政司翟克誠爵士的同意，破天荒地宣佈港交所休市四日。李福兆的決定原意是希望穩住股市，讓市場消化消息；不過，港交所開市當日，股票更無以復加地出現恐慌性拋售，恆指單日大幅下跌1120.70點，折合下降百份之33之多。
李福兆與港府在事後遭到各界猛烈批評，不少國際投資者對港交所的兒嬉造法相當不滿，而且更對港股失去信心。經歷八七股災後，李福兆不久就遭到撤換，而衛奕信亦引入相關的法例進一步監管股市的運作。其中的建議是於89年5月成立香港證券及期貨事務監察委員會。
儘管八七股災對香港經濟造成一定的衝擊，畢竟破壞是短暫的。在股災不久以後，受惠於內地的改革開放，香港經濟又出現高速增長。在1988年的時候，香港的本地生產總值為5,850億港元，在20年間有達20倍的增長。至於人均出口量更加是日本的6倍，以及美國的10倍。另一方面，自中國領導人鄧小平推行改革開放以來，大陸政府積極鼓勵港商到內地投資，這使香港工業出現大幅度北移的現象。在1988年年底，香港已有超過百份之90的工廠北移內地，港商在內地的投資多達140億港元，而每日流通文錦渡，穿梭中、港兩地的貨車更多達12,000架次。這些在內地設廠的港商把貨物運到香港，再經香港的港口運送到世界各地，使香港繼續保持出口港的地位。至於港人生活水平的提高，同時也使香港逐漸過渡成為國際金融中心。

#### 八八直選
在衛奕信就任港督以前，香港立法局根據《代議政制綠皮書》的建議，在1985年首次引入間接選舉，以配合過渡期內的民主發展。這一次的間選，觸發港人對立法局引入直選的訴求，其中，有逾91個民間團體在1986年12月組成民主政制促進聯委會，齊聲敦促港府及早在1988年落實直選。港府後來在1987年5月27日發表《1987年代議政制發展檢討綠皮書》，就香港代議政制的發展作出檢討，並開始向市民收集民意。
然而，中方人士卻對香港落實「八八直選」抱有懷疑態度，並質疑為何港府不一早推行直選，偏偏要在主權移交前的敏感時刻推行。衛奕信認為，由於中、港兩地經貿交往日益頻繁，所以要保障香港的未來，就必須與大陸政府建立起緊密的互信關係，相反，對抗並不能造就成果。因此，他相信殖民地所有重大的轉變都應先得到中央的全力支持。衛奕信的看法使他對中方採取一種妥協的態度，結果，面對中方人士對「八八直選」的猜忌，再加上商界的反對，衛奕信最終以民意不足為理由擱置直選。
「八八直選」的流產，使香港不少民主派人士感到非常憤怒，時任香港立法局非官守議員李柱銘猛烈批評，指英國出賣了香港人，而其後英國下議院亦曾就「八八直選」展開辯論。不過，雖然「八八直選」被否決，但由於後來內地發生六四事件，衛奕信與中方商討後，終在1991年的立法局選舉首次引入18個直選議席，以求穩定人心。在那次的選舉中，民主派在直選議席中取得壓倒性的勝利，反映出香港市民對直選的支持。

#### 不再主持立法局會議
為配合1997年香港主權移交中國後立法會主席由非官方人士出任的新安排，衛奕信自1991年10月發表其最後一份施政報告後，不再出席立法局常務會議，會議由新設的副主席施偉賢主持。

#### 船民問題
自香港在1979年起成為第一收容港以來，港府就一直以人道立場，收容因越戰等因素而前來香港的越南船民。然而，大量滯港的船民卻使香港在經濟、治安和社會各方面造成沉重負擔。有見及此，港府在1988年6月16日開始實施甄別政策，把政治難民分為「難民」，經濟移民等非難民則分為「船民」，凡是因經濟問題而進入香港的越南船民，他們會被視作非法入境，不能被轉送到第三國，並將被遣返越南。
在1991年10月，衛奕信推行有秩序遣返計劃，開始遣返越南船民。此計劃最初為自願性質，但是因為效果不彰而轉為分批實施強逼遣返。基於不滿遣返等問題，船民日後曾在難民營爆發多次暴動。

#### 六四事件
在1989年4月15日，中共中央原總書記胡耀邦逝世，他的逝世觸發不少民眾自發前往北京的天安門廣場悼念。未幾，民眾的悼念活動卻發展成為一場爭取民主的學生運動，而到5月底的時候，在廣場參加學運的人數更多達上百萬人，是中华人民共和国成立以來絕無僅有的一次大規模學運。正當國際密切注視這場學運的時候，“有傳”中国军队卻在1989年6月4日清晨時份「清場」，进驻天安門廣場，驅散在广場內的民眾，並造成不少傷亡。
至於在香港方面，中國的學生運動對港人造成很大的衝擊，不少港人亦對學運表示支持和認同。在5月27日，有多達30萬名市民參與「民主歌聲獻中華」活動，為內地學運籌款，而到5月28日，更加破天荒地有大約150萬名市民上街遊行，聲援北京的學生。然而，在六四事件發生後，港人對香港的前途以及對中國政府的信任程度，同樣跌至《聯合聲明》在1984年簽署以來的最低點，而且再次觸發上百萬名市民遊行，抗議中國政府鎮壓學運。

六四事件以後，香港陷入嚴峻的信心危機，而衛奕信在1989年6月21日的香港立法局會議就試圖安撫到：
北京和中國其他地方最近發生的悲劇事件，動搖了市民對香港的信心。這是自然不過的發展。但這些事件亦使本港社會產生一種強烈的團結意識……1997年將會是香港前途的轉捩點，這是歷史使然的。我們的前途與中國息息相關。《聯合聲明》始終是香港前途的最適當、而且是唯一實際的基石——香港將成為中國的一部分，但這部分卻與中國其他地方不同，它可以繼續擁有本身的種種自由、本身的生活方式，以及維持自由市場經濟體系……最近發生的事件，震撼全港。不過，本港形勢的發展，也有令人感到安慰的地方。儘管本港社會備受衝擊，但我們所有的制度和機構，仍穩如磐石。雖然股市受到很大的打擊，部分銀行受到擠提的影響，但整個金融體系，包括股票市場、期貨市場、銀行系統和匯率，依然穩固。我們見到成千上萬的市民上街遊行，表達本身的感受。他們懷著至誠，而且十分自重，沒有任何不愉快事件發生……

但是，不少立法局的議員就仍然對香港前途感到十分擔憂，而且對六四事件對香港造成的破壞亦不敢樂觀。當中，譚惠珠議員在7月5日的立法局會議致辭，就概括地描述了六四事件之後的香港境況：
（在4月的時候）當時本港恆生指數正由3200點攀升至3300點，半山區的豪華住宅售價每平方呎2,400元……（但是在六四事件後）恆生指數下挫了1000點，而半山區物業也割價五成求售。一項剛完成的調查顯示，港人現時對政治經濟前景的信心，是《中英聯合聲明》簽署以來的最低點。我認為原因不言而喻。我們一直期望中國會繼續開放，有一天會富強起來，人民得享自由。但最近數以萬計，有時甚至超過50萬的香港市民上街遊行，充份表達了他們的失望、憤懣及為中國人民爭取自由的願望，並且顯示我們的立場是團結一致的。
面對暗淡前景，當時立法局通過動議，鼓勵市民討論《聯合聲明》，而不少議員更敦促英國政府應當負上宗主國的道義責任，讓香港人擁有居英權。在種種複雜的背景下，衛奕信在1989年10月11日宣讀《施政報告》，推出不少措施，設法挽回港人對香港前途的信心（例如督促大老山隧道提早於1991年下半年完成）。當中備受關注的，有居英權計劃、《香港人權法案》，以及玫瑰園計劃三項。

##### 居英權計劃

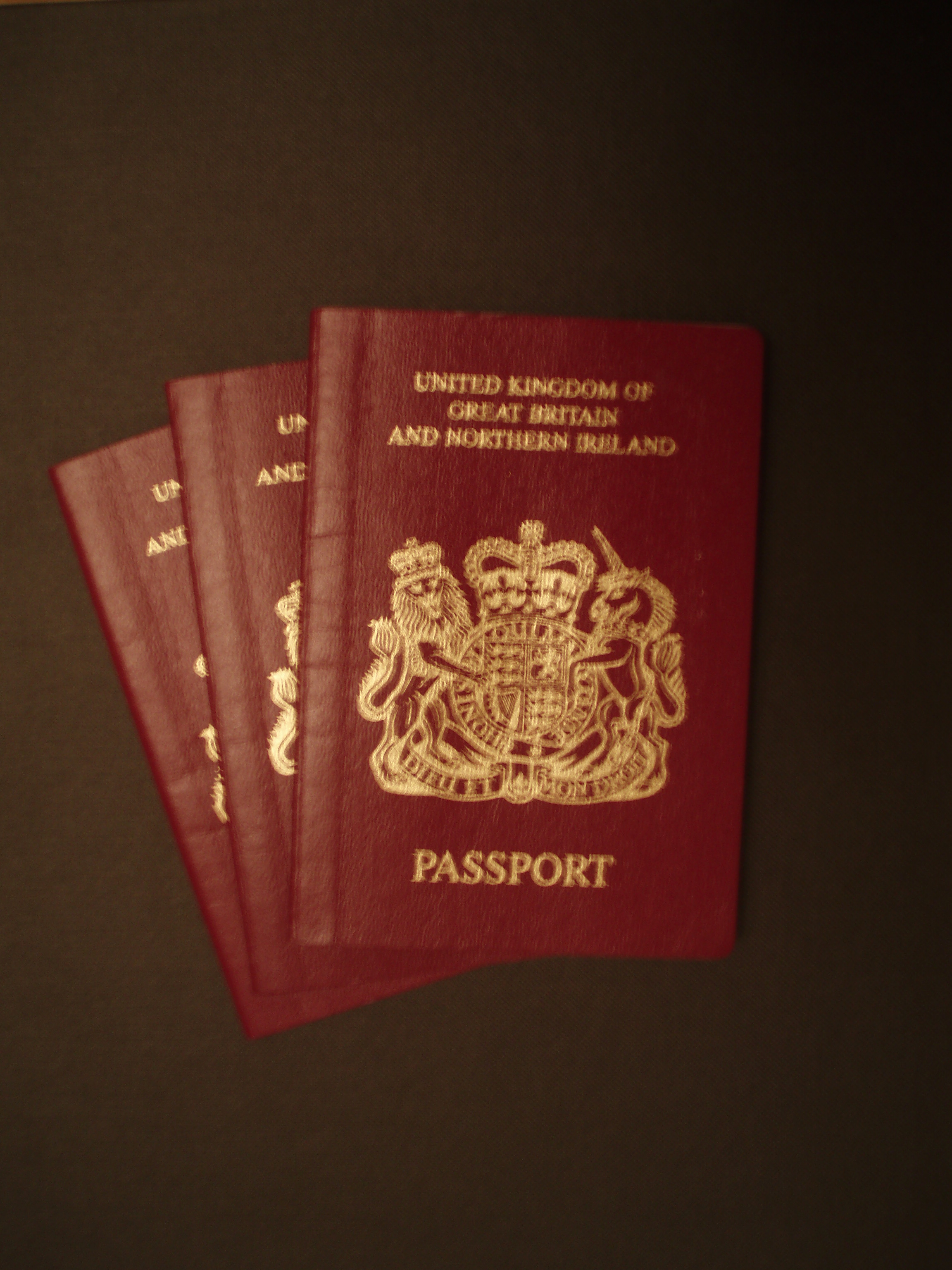
由於《英國國民(海外)護照》的持有人沒有居英權，這曾使不少港人對前途失去信心。

其實《中英聯合聲明》在1984年簽署以後，已經代表香港人將不會獲得英國的居留權。但是，為了安撫人心，英國當局在1987年起向港人簽發《英國國民(海外)護照》，讓港人即使在主權移交後，仍然與前宗主國保持某種的關係。不過，由於《英國國民(海外)護照》並不賦予居英權，使不少港人感到失望，遂使香港開始出現移民潮。在六四事件以後，香港的移民潮更步入高峰；在1989年，估計全年有多於42,000人次移民外地，到1990年，人數更上升至大約62,000人次，而且還有不斷上升的跡象。在這批移民人士中，又以高學歷與高收入人士為主，反映出人才流失的現象。
面對移民潮的問題，時任行政局議員鄧蓮如女爵士就曾在六四事件之後公開懇求英國，不要把英國子民轉讓予「一個毫不猶疑地以坦克和武力鎮壓人民的政權」。另外，她又曾經與另一位行政局議員李鵬飛一同前往倫敦，代表兩局議員，以道義理由就居英權問題向英國當局多番遊說。然而，由於英國政府擔心港人會湧到英國定居，所以一直也不願意向全港市民給予居英權。不過，英方最終還是批准一個折衷方案，而這就是衛奕信在1990年所公佈的居英權計劃。根據計劃，港府會提供50,000個名額，讓政府要員以及對殖民地有貢獻的人士取得《英國護照》，好使他們在香港主權移交後有權定居英國。
不過，中方當時卻宣佈不會承認這類人士的英國護照，這類人士將仍舊被視作中國公民，但同時，由於這類人士擁有外國的居留權，所以中方不會讓他們在主權移交後出任政府要職。由於中方規定在主權移交後的特區政府，出掌要職的人士均須為沒有外國居留權的中國公民，而立法會內的中國公民亦不可少於全體議員的百份之八十，結果居英權計劃的踴躍程度比想像中低。

##### 香港人權法案
在1989年10月的施政報告中，衛奕信強調根據《中英聯合聲明》，所有適用於香港的國際公民與政治權利公約，將在1997年以後繼續生效，以期繼續保障香港人的基本社會自由和政治自由。此外，衛奕信又應社會輿論的要求，計劃引入《人權法案》，明確界定香港人所享的自由和權利，以增加港人對前途的信心。
經過一輪立法程序，《香港人權法案條例》最終在1991年6月6日制定，並在6月8日起開始生效。《香港人權法案》主要參考《公民權利和政治權利國際公約》，當中臚列出市民所享有的生存權利、法律權利，以及思想、信念及宗教自由等等的基本人權，而《人權法案》「只約束政府及各公共主管當局，以及任何代表政府及公共主管當局行事的人」，以防止政府違反人權。
《香港人權法案條例》的制定，使原本只在國際公約中臚列的人權寫進香港的法律內，從而更進一步地讓人權得到法律的保障。不過，話雖如此，由於《人權法案》內的條文並不詳細（如反歧視的部份），所以往往亦難以執行。此外，《人權法案》原是一部具有凌駕性的法律條例，所以港府為避免出現抵觸的問題，更同時修訂香港的憲制性文件——《英皇制誥》。可是，中方一直卻反對《人權法案》的制訂，對於它具有凌駕其他法律的地位更深表不滿。中方認為，只有《基本法》才有凌駕性，因此在主權移交後，隨著《基本法》的落實，《人權法案》內的凌駕性條文和與《基本法》相抵觸的部份亦不再適用。然而，對於《人權法案》是否具凌駕性的問題，社會始終存有分歧。

##### 玫瑰園計劃

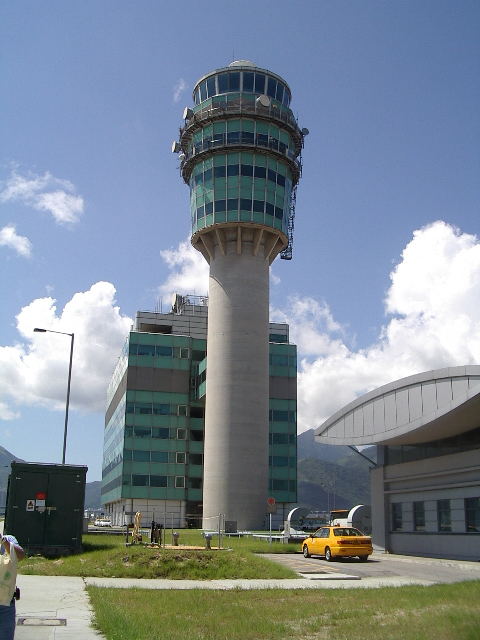
位於赤鱲角的新機場是玫瑰園計劃的核心工程

香港以往唯一的民用啟德機場早在1970年代已開始不敷應用，惟後來由於出現前途問題，所以新機場的問題一直沒有上馬。但是，六四事件的發生，卻促使衛奕信在1989年10月11日的施政報告中決定興建新機場，以望振興香港人的信心。

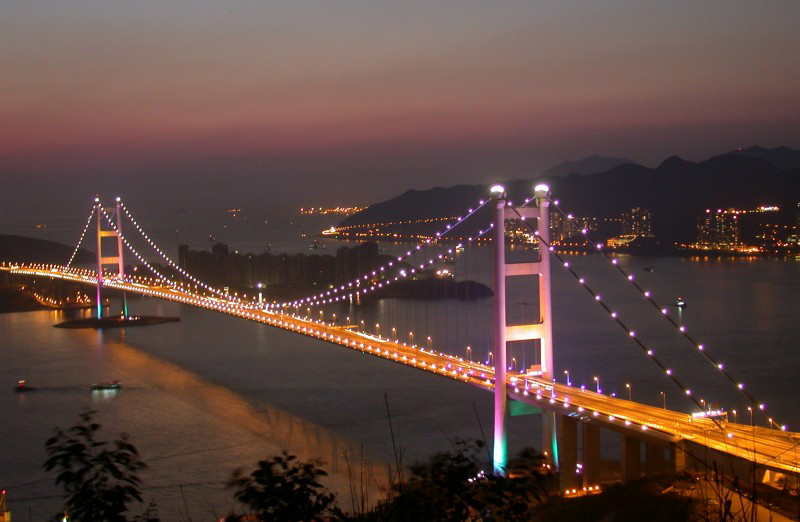
連接新機場的青馬大橋

根據衛奕信在施政報告中所制訂的香港機場核心計劃，香港將在大嶼山以北的赤鱲角進行大幅填海，興建一個國際級的大型新機場，這個新機場有兩條跑道，可24小時運作，每年更可容納8000萬名旅客，是啟德機場容量極限的3倍。另一方面，為了作出配套，衛奕信又決定興建連接機場與市區的公路、大橋、西區海底隧道以及機場鐵路；在興建機場鐵路的同時，港府又將順帶於九龍半島的西面和青衣填海造地，興建八號及九號貨櫃碼頭，進一步擴大港口的吞吐量達5倍之多。而為了方便向新機場提供服務，衛奕信還決定在赤鱲角附近的東涌開闢新市鎮，計劃至少容納15萬人。總而言之，這項工程計劃在香港歷史上是史無前例的。
這項香港機場核心計劃被統稱為「玫瑰園計劃」，寓意計劃的前景將如玫瑰園一樣美好。衛奕信當時估計整項計劃將動用上1270億港元，並在1997年年初啟用第一條跑道。可是，事與願違，整項計劃最後用了1553億港元，而新機場最終要到香港主權移交後的1998年才與大欖隧道一同正式啟用。由於衛奕信在推出計劃時全為穩定民心，因此沒有與中方諮詢，結果釀成軒然大波。

#### 撤換返國

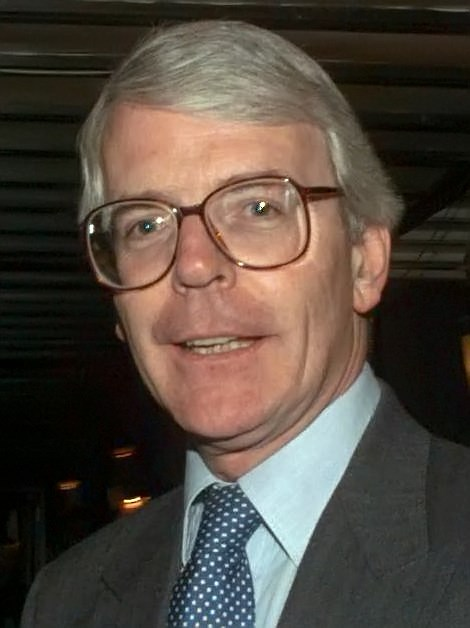
時任英國首相馬卓安對於被迫抵華簽約，感到十分不快。

在玫瑰園計劃推出後不久，問題便開始浮現。由於計劃將動用庫房上千億元的儲備，中方未幾就指這是一項企圖要花光香港外匯儲備的陰謀，並指這是英方秘密撤走資金的手段。此外，中方又揚言不會承擔任何橫跨1997年的合約債務，表明不會「祝福」港府的玫瑰園計劃。
面對中方的不合作態度，使港府在新機場的融資出現問題，結果港府唯有一邊承擔財務責任，一面繼續向中方遊說。不久以後，前英國駐華大使柯利達爵士秘密訪京，極力向中方官員遊說，並就計劃「解話」。柯利達爵士在英國外交部一向是主張對華友好的，而他此行亦使北京方面讓步。然而，中方堅持英國首相馬卓安親自抵華簽署諒解備忘，事件才可以圓滿解決。
在被迫的情況下，馬卓安答應中方的要求，並在1991年9月3日於北京簽署《關於香港新機場建設及有關問題的諒解備忘錄》，當中，英方承諾留予未來特區政府的儲備將不少於250億港元；換取中國政府支持新機場建設，以及對香港主權移交後所剩下的舉債問題採取積極的態度。
雖然馬卓安在表面上十分樂意到北京簽署諒解備忘，但背後他卻對此十分惱怒，因為自六四之後，國際仍在杯葛中國，但自己卻被迫到那裡簽約，成為六四事件以後第一位到訪中國的西方國家政府首腦。經此事以後，保守黨政府認為對中國的妥協政策已不再適用，而英方更認為對北京處處退讓的衛奕信需要負上責任。
正常而言，港督經過第一段任期以後，通常會得到英國政府續任，作為肯定港督政績的表示。不過，歷經新機場風波後，衛奕信卻在1992年的元旦授勳名單中，獲封為終身貴族；未幾，英國政府就在未公佈繼任人選的情況下宣佈衛奕信將不獲得續任。結果，衛奕信與夫人於不情願的情況下，在1992年7月3日離開香港。臨行前，衛奕信表示「對說再見感到傷感」。

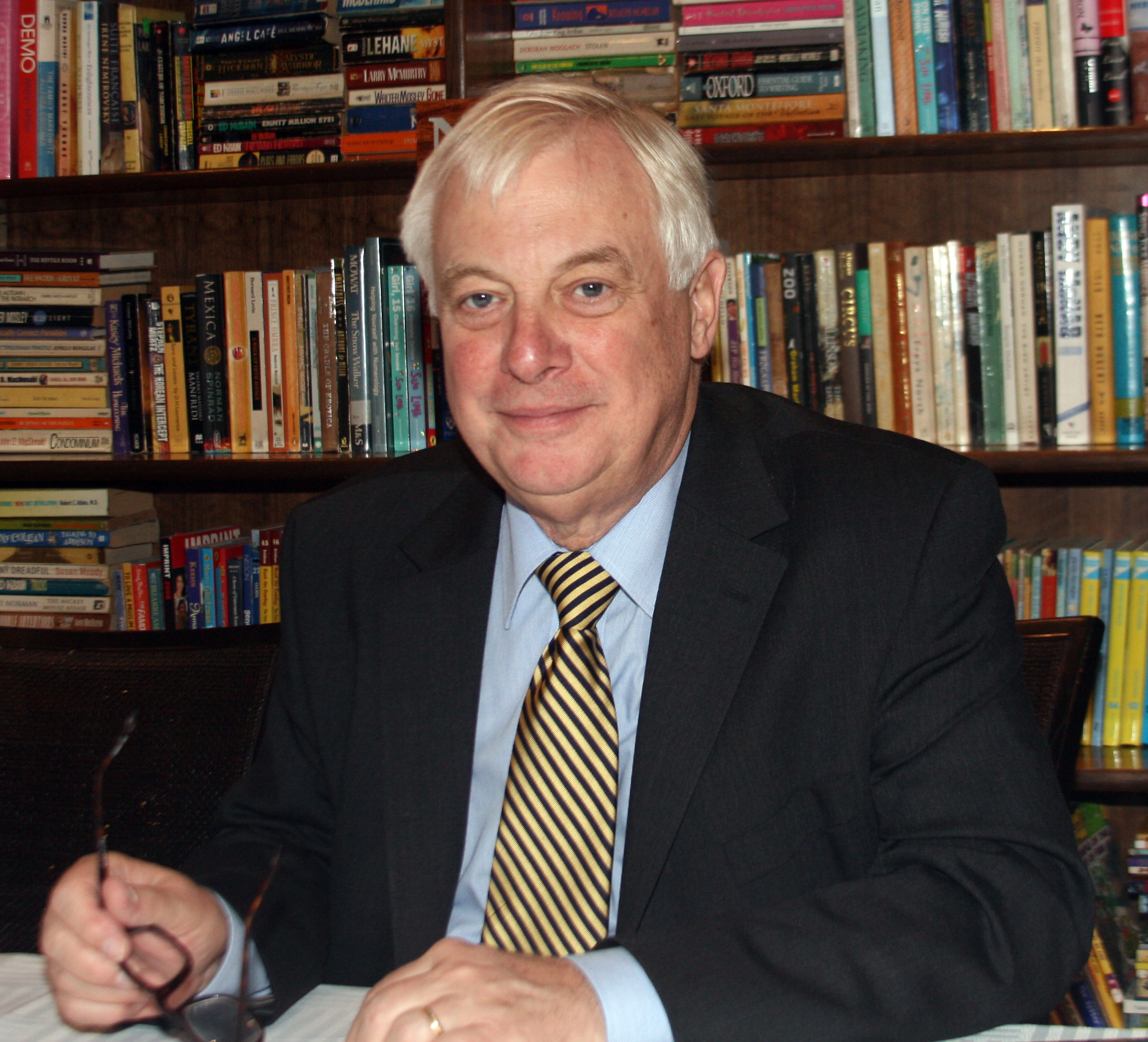
前環境大臣彭定康最終獲指派取代衛奕信勳爵為香港總督。

衛奕信被撤換後，馬卓安改以他的亲信，政治家出身的彭定康擔任末任香港總督。彭定康上任後放棄衛奕信的妥協政策，改為對中方採取強硬態度；而直到香港主權移交為止，中英關係也沒有多大的改善。

### 卸任以後
在卸任以後，衛奕信在英國出任多項公職。在1993年，他加入蘇格蘭水力發電公共有限公司，擔任主席；至1998年的時候該公司與另一電力公司合併，改組成蘇格蘭與南方電力公共有限公司，並繼續由他任主席至2000年。另外，衛奕信亦曾自1993年至2003年出任馬田柯里太平洋基金公共有限公司之總監；以及自1993年至2002年擔任英國文化協會理事會成員，當中又自1993年至2002年出任協會之蘇格蘭委員會主席。
另一方面，衛奕信自1998年至2000年擔任蘇格蘭貴族協會副主席，2000年至2002年又任該會主席。此外，他於1999年至2002年擔任蘇格蘭教堂計劃之受託人；自1993年至2000年出任英國工業聯合會蘇格蘭議會成員；自1992年至1997年擔任倫敦大學亞非研究學院校務委員會委員；以及自1994年至2005年擔任格蘭諾蒙特學院之議會成員，當中更在2000年至2005年任議會主席。
除了上述公職，衛奕信還在1993年起出任英國不丹學會主席；1996年起出任蘇格蘭皇家地理學會副會長，到1997年起又出任鴨巴甸大學校監。鴨巴甸大學校監是一項榮譽職位，一般而言，衛奕信將會終身出任此職。另外，自1999年起，他出任全國蘇格蘭博物館的受託人，到2002年起兼任主席。而在2000年起，衛奕信又被任命為首相商業任命顧問委員會委員，同時還出任蘇格蘭大學卡奈基基金之受託人；自2001年起，他擔任聖米迦勒及聖喬治勳章登記官；以及自2002年至2008年出任劍橋大學彼得學院院長。在2008年10月，他獲委為愛丁堡皇家學會主席，在此以前，他曾於2000年起當選該會院士，並於2002年當選該會國際委員會召集人。
在2000年，衛奕信獲英女王伊莉莎伯二世親授薊花勳章，以答謝他對英國多年的貢獻。薊花勳章地位尊崇，是蘇格蘭人所能獲授的最高騎士榮譽。此外，衛奕信亦曾於2004年擔任鴨巴甸市市議會議員。
雖然在卸任港督後離開香港，但衛奕信仍十分關注香港的事務。自1994年起，衛奕信一直是英國的香港工商協會榮譽主席；此外，他亦不時出席香港特區政府在英國舉辦的活動，當中，香港特首曾蔭權曾在2005年11月訪問倫敦，期間出席貿易發展局的周年晚宴。當時衛奕信也有出席晚宴，並讚揚曾蔭權是一個傑出的特首 （页面存档备份，存于）。另一方面，衛奕信曾在2005年1月訪問香港科技大學；以及在2006年於香港大學接受榮譽博士學位。於2011年出席香港大學百周年校慶典禮並致辭。
2014年，香港市民發起雨傘革命反對全國人大常委會對香港行政長官普選方案所設置之限制，期間警察的清場行動被各界指責。同年10月16日，衛奕信在英國上議院有關香港問題的辯論中表示，難以不被香港數以千計年輕人的熱情以及承擔自己政治未來的和平示威所感動，尤其在示威初期的時候。同時，他亦難以想像香港作為一個大城市能在出現甚少嚴重事件的情況下，長時間舉行如斯規模的示威活動。然而，衛奕信指出他們亦不得不留意到示威者的目的（即三年後2017年香港行政長官選舉之候選人需由公眾提出，而非由提名委員會提名，或受限於提名委員會提出之二、三人）終究難以實現。
2021年2月，衛奕信告知英國國會秘書，指他將根據《2014年上議院改革法案》 從上議院中退休，結束29年的上議院議員生涯。

## 批評
衛奕信雖然是一位「中國通」，但亦由於他對中國的認識，使他對中方處處忍讓，被輿論認為他向中方「叩頭」討好，窒礙民主，出賣港人利益 。另一方面，由於主權移交前很多事情需要中、英雙方同意後才可以實行，這大大削弱了政府的管治威信，衛奕信一任政府經常被傳媒取笑為「跛腳鴨政府」，而不少政治漫畫都把他畫成一隻斷了一隻腳、撐著一支拐扙、加上一個人頭的鴨。衛奕信向中方讓步的作風，也使英方一些強硬派深感不滿，而不少在港英商，如怡和等等也認為衛奕信出賣了香港利益。種種的不滿，最終使到要求撤換衛奕信的呼聲愈來愈高。
英國政界及商界對衛奕信的表現不滿，香港市民也認為他未能舒解對主權移交的焦慮與不安，中國政府也一直對衛奕信頗有微言，這主要是在六四事件後，他沒有與中方商討下，便推出種種單方面行動，如居英權計劃、香港人權法、宣布玫瑰園計劃建新機場，企圖挽回港人對前景的信心，中方則反對英方採取擴大民意代表及推動保障人權的措施，甚至認為英方利用香港民意對其作出牽制，結果使中方認為中英兩國無法如《聯合聲明》所言的緊密合作，而彭定康接任港督後更採取強硬態度，也使雙方關係進一步陷入低谷 。
面對種種的批評，促使衛奕信在1992年先獲封終身貴族，然後再行卸任港督。一般認為，這是在衛奕信被撤換的同時，讓他有一個體面的下台階，挽回尊嚴。無論如何，衛奕信在2000年獲英女皇所授的薊花勳章是與眾不同的，因為此勳章的人選是由女皇親自選定，而不是由政府提名。

## 中文譯名
在香港大學學習中文期間，衛奕信曾取中文名字叫作魏德巍。此名字是出自他的老師所贈的一副對聯：「德者當以道為本，巍峻應有穩定基」。至於任英國駐北京代辦處二等和一等秘書時，他的中文名字曾一度改為魏德維。「魏德巍」之名一直為衛奕信所採用，直至他上任港督之前，香港傳媒卻認為這個名字是「雙鬼拍門」（「魏」和「巍」中有兩個鬼字），而且諧音「危」、「偽」，並不吉利，再者「巍」字由「山」下「千八女鬼」組成，全名諧音「危得危」，因此他就改譯名成衛奕信。取名「衛奕信」，是有捍衛「信念」與「誠信」之意。

## 家庭

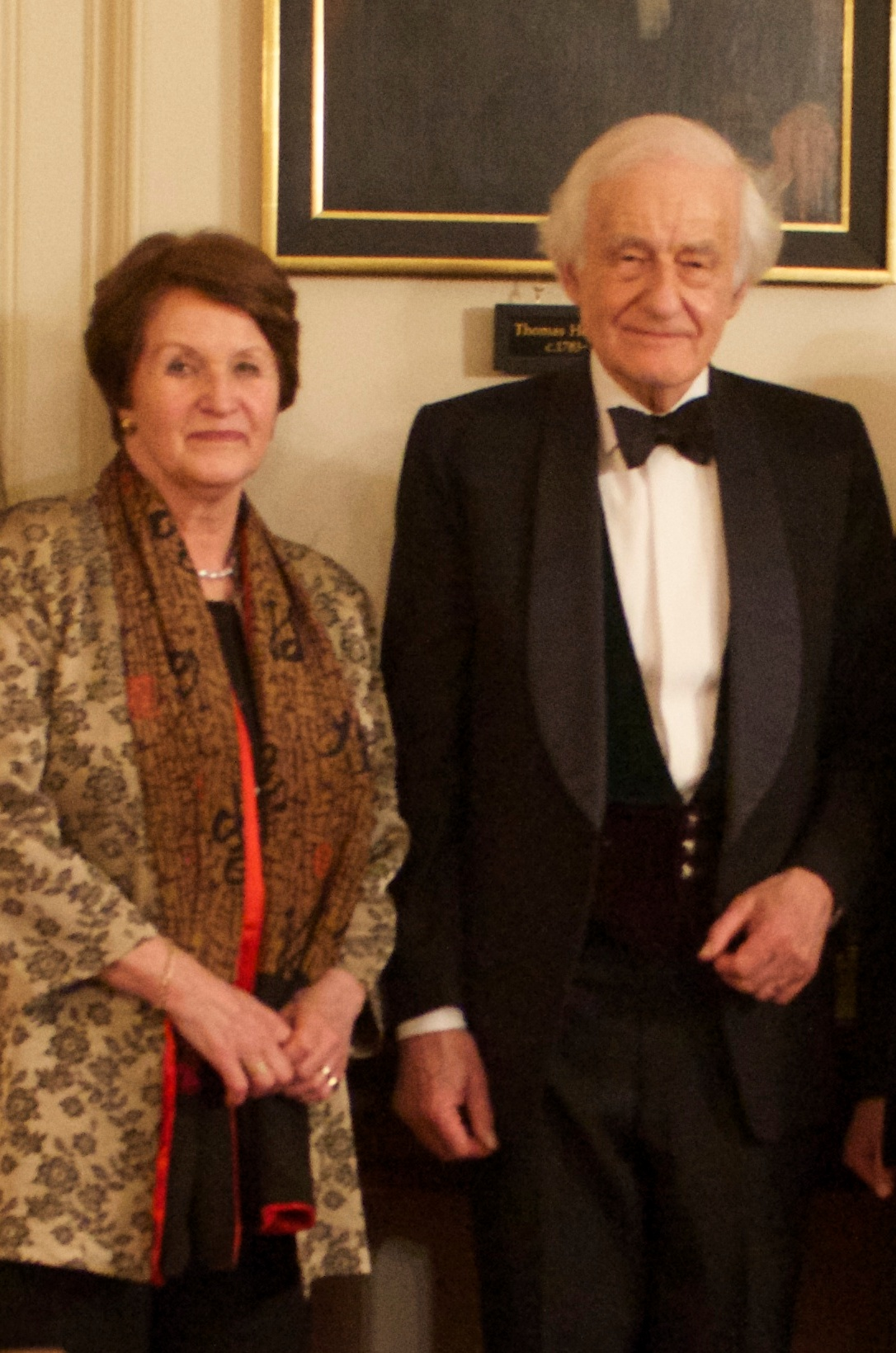
衞奕信及夫人黎丹霞，2013年攝於劍橋大學

衛奕信在1967年與黎丹霞（Natasha Helen Mary，舊譯「顏麗珊」）結婚。兩人育有兩子，分別名魏磊（Peter Wilson，舊譯「衛波德」）及衛安德（Andrew Wilson），其中衛波德也任職於英國外交部，曾被派到北京工作，後任外交部亞太司司長，2013年6月英女皇壽辰授勳名單獲CMG勳銜，2025年5月被任命为英国驻华大使，预计2025年8月赴任。
衛奕信在劍橋、愛丁堡，以及西鴨巴甸郡的蒂利安皆置有物業。此外，他的興趣包括除了看戲和閱讀外，還有登高遠足。在1981年，他就曾隨英國公格爾山探險團，登上中國的崑崙山脈；此外，衛奕信徑之所以以他命名，正是因為他愛遠足之故也。

## 榮譽

### 頭銜
- 衛奕信，Esq （1935年—1953年）
- 衛奕信少尉，Esq （1953年—1955年）
- 衛奕信，Esq （1955年—1985年）
- 衛奕信，CMG （1985年—1987年）
- 衛奕信爵士，KCMG，KStJ （1987年—1991年）
- 衛奕信爵士，GCMG，KStJ （1991年—1992年）
- 衛奕信勳爵閣下，GCMG，KStJ （1992年—2000年）
- 衛奕信勳爵閣下，KT，GCMG，KStJ，FRSE （2000年—2008年）
- 衛奕信勳爵閣下，KT，GCMG，KStJ，PRSE （2008年—）

### 榮銜
- C.M.G. （1985年）
- K.C.M.G. （1987年）
- K.St.J. （1987年）
- G.C.M.G. （1991年）
- K.T. （2000年）
- F.R.S.E. （2000年）
- P.R.S.E. （2008年）
- 在1992年2月14日，即衛奕信的57歲生日，他獲英廷冊封為終身貴族，其封邑為金卡丁-迪賽德地區內，芬辛的蒂利安，以及香港粉嶺。因此，其正式頭銜為衛奕信，香港粉嶺與金卡丁-迪賽德地區芬辛的蒂利安的衛奕信男爵（David Clive Wilson, Baron Wilson of Tillyorn of Finzean in the District of Kincardine and Deeside and of Fanling in Hong Kong）。

### 榮譽博士

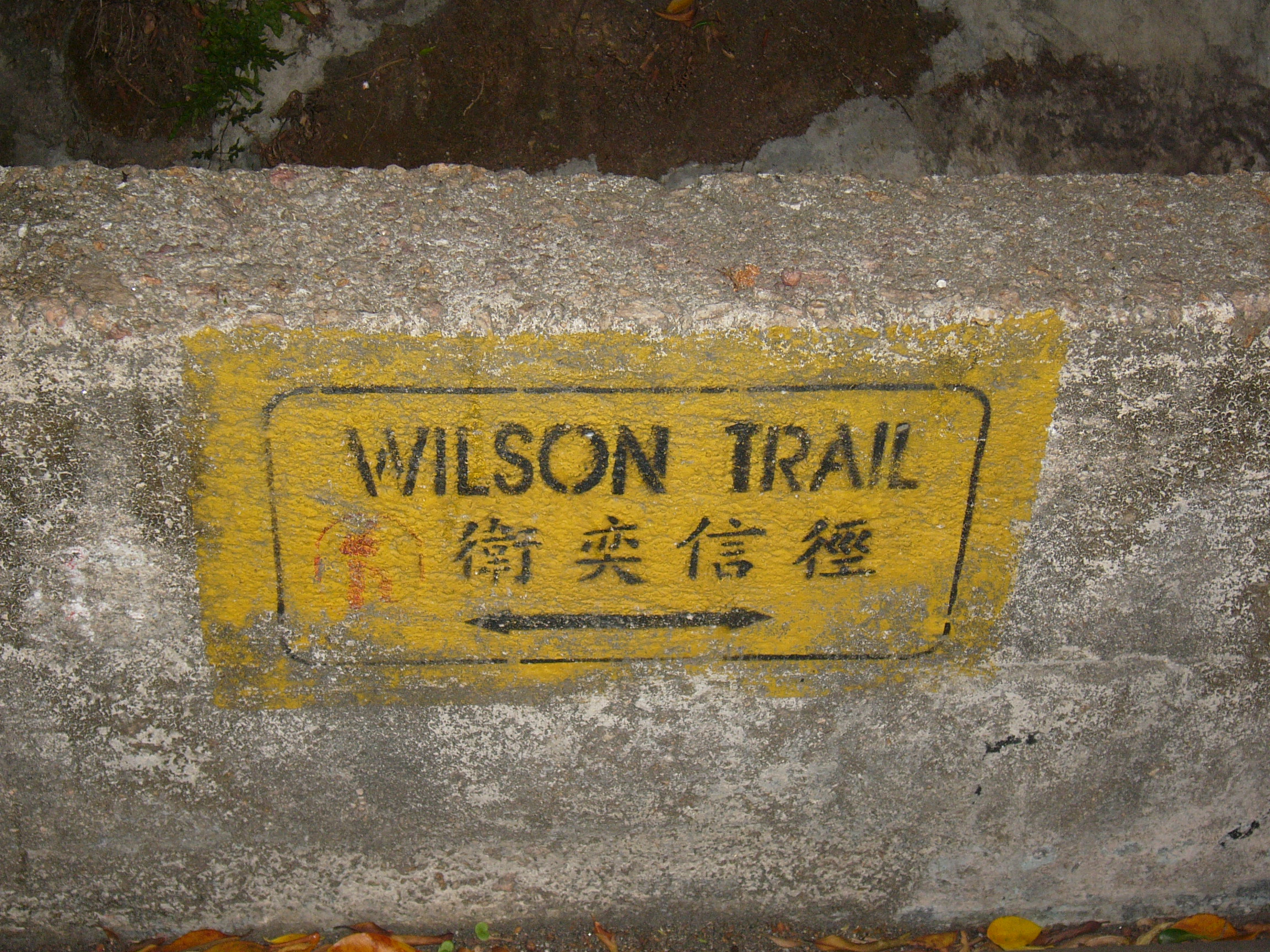
衛奕信徑

- 榮譽法學博士
  -  （1990年）
  - 香港中文大學 （1996年）
- 榮譽文學博士
  -  （1991年）
  - 阿伯泰鄧迪大學 （1994年）
  - 香港大學 （2006年）

### 以他命名的事物
- 衛奕信勳爵文物信託，1992年12月於香港灣仔成立。文物信託之宗旨是保存及保護香港的文物。
- 衛奕信徑，1996年正式啟用，位於香港，全長78公里，分10段由南至北越過香港眾多崇山峻嶺，是全港第2長的遠足徑。

## 其他參考

### 英文資料
- Who's Who，A & C Black，2006年。
- Excellency : the governors of Hong Kong，Russell Spurr，Hong Kong：FormAsia，1995年。
- DOHP Interview Index and Biographical Details （页面存档备份，存于），劍橋大學邱吉爾學院，2003年9月19日。（PDF格式）
- Wilson, David，香港大學，2006年。
- Overview of Sir David Clive Wilson The Gazetteer for Scotland （页面存档备份，存于），愛丁堡大學，2007年6月9日造訪。
- Hong Kong （页面存档备份，存于），WorldStatesmen.org，2007年6月9日造訪。
- WILSON OF TILLYORN （页面存档备份，存于），2007年6月9日造訪。

### 中文資料
- 立法局會議過程正式紀錄 （页面存档备份，存于），香港立法局，1989年6月6日。（PDF格式）
- 立法局會議過程正式紀錄 （页面存档备份，存于），香港立法局，1989年6月27日。（PDF格式）
- 立法局會議過程正式紀錄 （页面存档备份，存于），香港立法局，1989年7月4日。（PDF格式）
- 立法局會議過程正式紀錄 （页面存档备份，存于），香港立法局，1989年10月11日。（PDF格式）
- 立法局會議過程正式紀錄 （页面存档备份，存于），香港立法局，1990年10月10日。（PDF格式）
- 大局己定，人心回穩[永久]，曾鈺成，1997年2月6日。
- 全国人民代表大会香港特别行政区筹备委员会工作报告 （页面存档备份，存于），钱其琛，1997年3月10日。
- 香港國際機場洗雪啟用初期大混亂的恥辱，高行網，2000年8月14日。
- 不平静的后过渡期，李后，1997年。
- 衛奕信全身而退 （页面存档备份，存于），香港文匯報，2007年5月30日。
- 《香港人權法案條例》簡介 （页面存档备份，存于），香港政府，2007年6月9日造訪。（DOC格式）

## 外部連結
立法局會議記錄（中文）
- 1986年1987年度 （页面存档备份，存于）
- 1987年1988年度 （页面存档备份，存于）
- 1988年1989年度 （页面存档备份，存于）
- 1989年1990年度 （页面存档备份，存于）
- 1990年1991年度 （页面存档备份，存于）
- 1991年1992年度 （页面存档备份，存于）

其他記錄
- 衛奕信勳爵文物信託 （页面存档备份，存于）
- 衛奕信徑
- 香港大學贊辭
- 衛奕信時代的政制發展，《思》第21期評論
- 劍橋大學訪問 （页面存档备份，存于），於2003年9月19日進行（PDF格式）
- 蘇格蘭皇家學會 （页面存档备份，存于）

| 官衔                        | 官衔                         | 官衔                      |
| --------------------------- | ---------------------------- | ------------------------- |
| 前任者： 鍾逸傑爵士（署理） | 第27任香港總督 1987年–1992年 | 繼任者： 霍德爵士（署理） |